# Mesapamea storai
Mesapamea storai is een vlinder uit de familie uilen (Noctuidae). De wetenschappelijke naam is voor het eerst geldig gepubliceerd in 1940 door Rebel.
De soort komt voor in Europa.